# Svenska träindustriarbetareförbundet
Svenska träindustriarbetareförbundet var ett svenskt fackförbund inom Landsorganisationen (LO) som bildades 1924 vid delningen av Svenska träarbetareförbundet. Det uppgick 1998 i det nybildade Skogs- och träfacket. 

## Historia
- 1923 delades Svenska träarbetareförbundet i två delar, varav Svenska träindustriarbetareförbundet som organiserade verkstadsträarbetare var det ena. Vid starten hade förbundet 7445 medlemmar. Ordförande blev Oscar Karlén.
- 1933 bildades en arbetslöshetskassa som 1936 omvandlades till erkänd.
- 1936 uppgick Svenska tunnbinderiarbetareförbundet i Träindustriarbetareförbundet.
- 1948 tillkom 18588 medlemmar från Svenska sågverksindustriarbetareförbundet som lades ner.
- 1950 hade förbundet 587 avdelningar med 58730 medlemmar.
- 1962 kom merparten (4000 tapetserare) av medlemmarna i Svenska sadelmakare- och tapetserareförbundet att efter långa diskussioner uppgå i förbundet.
- 1970 hade förbundet 37 storavdelningar med 73343 medlemmar.
- 1980 hade förbundet 82263 medlemmar, varav 69689 män och 12574 kvinnor. [1]
- 1998 bildades Skogs- och träfacket när förbundet slogs samman med Svenska skogsarbetareförbundet.